# Schola Gregoriana Pragensis
Schola Gregoriana Pragensis je mužský pěvecký sbor, který byl založen Davidem Ebenem v roce 1987.
Sbor se věnuje středověké duchovní hudbě se zaměřením na interpretaci gregoriánského chorálu. Spolupracoval s celou řadou českých i zahraničních interpretů (Petr Eben, Jiří Bárta, Jaroslav Tůma, Tomáš Thon, Iva Bittová, Choeur grégorien de Paris, Boni pueri, Musica Florea a další.

## Diskografie
- 1993 – Toussaint – Requiem
- 1994 – Bohemorum Sancti – Čeští světci v nebeském Jeruzalémě
- 1995 – Rosa mystica – Mariánská úcta ve středověkých Čechách
- 1996 – In Pragensi Ecclesia – Vánoce v pražské katedrále v době Karla IV.
- 1997 – Anno Domini 997 – Tisíc let úcty ke svatému Vojtěchu
- 1997 – Liturgický rok
- 1998 – Antica e moderna
- 1999 – Codex Franus (Cena časopisu Harmonie za nejlepší nahrávku roku 1999)
- 2000 – Adoratio crucis
- 2002 – Ach, homo fragilis
- 2005 – Maiestas Dei
- 2007 – Blízké hlasy z dáli
- 2010 - Dialogs (Jiří Bárta - violoncello)
- 2011 – Adventus Domini
- 2016 – Carolus IV. (Hudba doby Karla IV.)